# Botryotinia calthae
Botryotinia calthae är en svampart som beskrevs av Hennebert & M.E. Elliott 1963. Botryotinia calthae ingår i släktet Botryotinia och familjen Sclerotiniaceae.   Inga underarter finns listade i Catalogue of Life.